# 대한민국의 정구
대한민국의 정구는 대한소프트테니스협회가 대한민국의 정구 종목 행정을 총괄한다.

## 대회

### 폐지 대회
| 대회                       | 주최         | 설립   | 폐지   | 비고 |
| -------------------------- | ------------ | ------ | ------ | ---- |
| 전조선전문학교연합정구대회 | 조선학생회   | 1923년 | 1927년 |      |
| 전조선정구선수권대회       | 조선정구협회 | 1925년 | 1926년 |      |
| 전조선중학정구대회         | 관서체육회   | 1925년 | 1925년 |      |
| 전조선청년정구대회         | 관서체육회   | 1925년 | 1925년 |      |

## 참고 문헌
- 대한체육회 대회운영부 (2023년 9월 12일). 《2023년 종목별 전국규모 국내대회 개최현황》. 대한체육회.
- “스포츠지원포털 등록 현황”. 대한체육회.
- 《2019 체육백서》. 대한민국 문화체육관광부. 2021.
- 《2020 체육백서》. 대한민국 문화체육관광부. 2022.
- 《2021 체육백서》. 대한민국 문화체육관광부. 2023.
- 《2022 체육백서》. 대한민국 문화체육관광부. 2024.

## 같이 보기
- 대한소프트테니스협회